# 南地街道
南地街道，是中华人民共和国辽宁省本溪市平山区下辖的一个乡镇级行政单位。2019年，撤销工人街道办事处，将转山、新和、新德、新麓4个社区划归南地街道。南地街道福利社区、兴隆社区部分（解放南路、转山路、解放南二路与崔东路围合区域）划归站前街道。

## 行政区划
南地街道下辖以下地区：
南地社区、福利社区、德泰社区、兴隆社区、永强社区和广山社区。